# Miloslav Hořava senior
Miloslav Hořava senior (* 14. August 1961 in Kladno, Tschechoslowakei) ist ein ehemaliger tschechischer Eishockeyspieler und derzeitiger -trainer. Seit Februar 2020 ist er mit einer kurzen Unterbrechung im Herbst 2022 Cheftrainer des HC Sparta Prag. Sein Sohn Miloslav Hořava junior ist ebenfalls ein professioneller Eishockeyspieler.

## Karriere als Spieler
Miloslav Hořava begann seine Karriere im Nachwuchs von Poldi Kladno, für die er bis 1983 in der höchsten Spielklasse der Tschechoslowakei, der 1. Liga, spielte. 1981 wurde der Verteidiger mit Poldi Tschechoslowakischer Meister. Im gleichen Jahr wurde er während des NHL Entry Draft 1981 in der neunten Runde von den Edmonton Oilers an 176. Stelle ausgewählt. Zwischen 1983 und 1986 spielte er während seines Armeedienstes für den ASD Dukla Jihlava, mit dem er 1984 und 1985 erneut die Meisterschaft gewann. Danach kehrte er zu Poldi Kladno zurück. 1988 erhielt er die Erlaubnis, ins nichtkommunistische Ausland zu wechseln. Da die New York Rangers die NHL-Rechte an Hořava von den Edmonton Oilers erhalten hatten, nahmen ihn die Rangers unter Vertrag. Für die Rangers absolvierte er 82 NHL-Spiele in drei Spielzeiten, bevor er 1991 nach Europa zurückkehrte und sich MODO Hockey aus Schweden anschloss. In den folgenden drei Jahren spielte er für MODO in der Elitserien.
1994 entschloss er sich zu einer Rückkehr in seine Heimat und spielte in den folgenden drei Jahren für den HC Slavia Prag in der Extraliga. Weitere Stationen seiner langen Karriere waren der HC Becherovka Karlovy Vary, der HKm Zvolen und der HC Litvínov, wo er seine Karriere am Ende der Spielzeit 1999/2000 beendete.

### International
Miloslav Hořava nahm für die Tschechoslowakei und Tschechien an vier Olympischen Winterspielen, sechs Weltmeisterschaften und drei Canada Cups teil. Zu seinen größten Erfolgen gehört der Weltmeistertitel 1985 und der Gewinn der olympischen Silbermedaille 1984.

## Karriere als Trainer
Seit 2001 arbeitet Hořava als Trainer in der tschechischen Extraliga. Er betreute den HC Kladno, den HC Znojemští Orli, den HC Moeller Pardubice, den HC Karlovy Vary sowie den BK Mladá Boleslav. Mitte der Spielzeit 2004/05 kehrte er zum HC Znojemští Orli zurück und blieb dort bis Ende der Spielzeit 2006/07. Mitte der Spielzeit 2007/08 übernahm er das Traineramt beim HC Lasselsberger Plzeň. Zwischen 2008 und 2009 war gleichzeitig Cheftrainer des HC Slovan Ústečtí Lvi und der U20-Nationalauswahl Tschechiens.
Am 16. April 2009 unterzeichnete er eine Zweijahresvertrag bei MODO Hockey aus der schwedischen Elitserien, für die er schon als Spieler drei Spielzeiten absolvierte. Im Januar 2010 trat Hořava aus persönlichen Gründen von seinem Amt zurück und kehrte nach Tschechien zurück.
Im Juli 2010 wurde er als Cheftrainer des neuen KHL-Teilnehmers HC Lev Poprad vorgestellt, der jedoch den Spielbetrieb nicht aufnahm.
Ab 2013 war Hořava Assistenztrainer beim tschechischen Extraligisten HC Litvínov. In der Saison 2014/2015 gewann er mit Litvinov die tschechische Meisterschaft. Ab Mai 2016 war er Assistenztrainer bei den Grizzlys Wolfsburg, bat jedoch im Dezember 2016 aus familiären Gründen um Auflösung seines Vertrages und wechselte zum HC Kladno.
Ab Oktober 2018 bis zum Ende der Saison 2018/19 war er Cheftrainer den BK Mladá Boleslav. Im Februar 2020 ersetzte er Uwe Krupp als Cheftrainer beim HC Sparta Prag. Diese Funktion hatte er bis zum Ende der Saison 2021/22 inne und übernahm diese im November 2022 erneut von Pavel Patera.

## Erfolge und Auszeichnungen
- 1981 Tschechoslowakischer Meister mit Poldi Kladno
- 1984 Tschechoslowakischer Meister mit ASD Dukla Jihlava
- 1985 Tschechoslowakischer Meister mit ASD Dukla Jihlava

### International
| - 1979 Goldmedaille bei der U18-Junioren-Europameisterschaft - 1981 Bronzemedaille beim Canada Cup - 1981 Bester Verteidiger der U20-Junioren-Weltmeisterschaft - 1981 All-Star-Team der U20-Junioren-Weltmeisterschaft - 1981 Bronzemedaille bei der Weltmeisterschaft - 1982 Silbermedaille bei der Weltmeisterschaft | - 1984 Silbermedaille bei den Olympischen Winterspielen - 1985 Goldmedaille bei der Weltmeisterschaft - 1985 All-Star-Team der Weltmeisterschaft - 1986 Bronzemedaille bei der Weltmeisterschaft - 1992 Bronzemedaille bei den Olympischen Winterspielen - 1993 Bronzemedaille bei der Weltmeisterschaft |